# Joan Copeland
Joan Copeland   (Manhattan, 1 de juny de 1922 - Manhattan, 4 de gener de 2022) (nascuda Joan Maxine Miller) va ser una actriu estatunidenca. Era la germana petita del dramaturg Arthur Miller. Va començar la seva carrera a mitjans de la dècada de 1940, apareixent al teatre a la ciutat de Nova York, on, poc després, es convertiria en una de les primeres membres admeses al recentment format Actors Studio. Es va traslladar a la televisió i al cinema durant la dècada de 1950 mentre encara mantenia una activa carrera escènica. És més coneguda per les seves actuacions al renaixement de Pal Joey a Broadway de 1977 i la seva actuació premiada a l'obra de teatre de 1981 The American Clock. També va interpretar diversos papers destacats en diverses telenovel·les al llarg de la seva carrera, com Andrea Whiting a Search for Tomorrow i Gwendolyn Lord Abbott a One Life to Live.

## Vida personal
Miller va néixer en una família jueva de classe mitjana a la ciutat de Nova York. El seu pare, Isidore, era fabricant de roba de dona, i la seva mare, Augusta (de soltera Barnett), era mestra d'escola i mestressa de casa. Va ser la germana petita de Kermit Miller i del dramaturg Arthur Miller i va ser un temps cunyada de Marilyn Monroe. Va estar casada amb George J. Kupchik, enginyer, des de 1946 fins a la seva mort el 1989. Va tenir amb ell un fill que es deia Eric.
Copeland va morir a casa seva a Manhattan el 4 de gener de 2022, als 99 anys, sis mesos abans del seu 100è aniversari.

## Carrera
Copeland va començar la seva carrera al teatre, fent el seu debut professional com a Julieta a Romeu i Julieta de William Shakespeare a la Brooklyn Academy of Música el 1945. Va fer el seu debut a Broadway com a Nadine a la producció original de 1948 de Sundown Beach de Bessie Breuer. Des d'aleshores va mantenir una activa carrera al teatre.
Els seus altres crèdits de Broadway inclouen Detectiu Story (1949), Not for Children (1951), Handful of Fire (1958), Tovarich (1963), Alguna cosa més! (1964), The Price (1968), Coco (1969), Two By Two (1970), Check Out (1976), 45 seconds from Broadway (2002), i Wit & Wise (2003), entre d'altres.
Copeland va ser nominada per a un Premi Drama Dedk per a la producció de Pal Joey el 1976 i va guanyar un Premi Drama Desk el 1981 per The American Clock.
Copeland va treballar molt a Off-Broadway a Nova York. Els seus crèdits inclouen Desdemona d’Otel·lo en l'Equity Library Theatre (1946), Betty Shapiro en The Grass is Greener en el Downtown National Theatre (1955), Melanie a Conversation Piece en el Teatre Barbizon-Plaza (1957), la Sra. Erlynne a Delightful Season en el Gramercy Arts Theatre (1960), Leonie Frothingham a End of Summer al Manhattan Theatre Club (1974), Lillian Hellman a Are You Now or Have You Have Ever Been al Promenade Theatre (1978), el paper de títol en Candida en el Round Theatre (1979), a Playwrights Horizons (1983), Mrs. Thompson a Hunt Cockroaches al Manhattan Theatre Club (1987), Rose Brill a The Rose Quartet al Circle Repertory Theatre (1991), Aida Gianelli a Over the River and Through the Woods al John Houseman Theatre (1998), Nelly Fall a The Torch-Bearers al Greenght Theatre Va guanyar un premi Obie el 1991 per la seva representació d'Eva Adler a The American Plan al Manhattan Theatre Club.
Copeland va començar a treballar a la televisió a principis de la dècada de 1950 com a actriu convidada en programes com Suspense i The Web i a la retransmissió en directe de l'obra de teatre d'O'Neill The Iceman Cometh el 1960. Va aparèixer en nombroses telenovel·les. Va interpretar Andrea Whiting (la filla de Joanne, la malèvola antiga sogra de Patti) a Search for Tomorrow, les germanes bessones Maggie i Kay Logan a Love of Life, i papers a The Edge of Night, How to Survive a Marriage i As the World Turns. També va interpretar a Gwendolyn Lord Abbott a One Life to Live de 1978 a 1979, i més tard va tornar a la sèrie per interpretar Selma Hanen el 1995. Entre 1993 i 1997 va interpretar el personatge recurrent de la jutge Rebecca Stein a Law &amp; Order. Els seus altres crèdits televisius inclouen aparicions com a convidada a The Patty Duke Show, Chicago Hope, ER, All in the Family i Naked City.
Copeland va fer la seva primera aparició al cinema com Alice Marie a The Goddess (1958). La seva carrera cinematogràfica va ser esporàdica i les seves aparicions han estat gairebé exclusivament en papers secundaris destacats. Els seus crèdits cinematogràfics inclouen Middle of the Night (1959), Roseland (1977), It's My Turn (1980), A Little Sex (1982), Happy New Year (1987), The Laser Man (1988), Her Alibi (1989)., Jungle 2 Jungle (1997), The Peacemaker (1997), The Object of My Affection (1998), The Adventures of Sebastian Cole (1998), The Audrey Hepburn Story (2000), The Last Request (2006) i The Private Lives de Pippa Lee (2009). També va fer la veu de Tanana a Brother Bear de Disney (2003).
El desembre de 2014, Copeland va ser convidada, juntament amb l'actor i cantant de Broadway Jamie Ross a The Noel Coward Society, a posar flors a l'estàtua de Sir Noël Coward al Gershwin Theatre de Manhattan per celebrar el 115è aniversari de Coward.

## Filmografia
| Any  | Títol                                 | Paper             | Notes                                    |
| ---- | ------------------------------------- | ----------------- | ---------------------------------------- |
| 1958 | The Gooddess                          | Alícia Maria      |                                          |
| 1959 | Middle of the Night                   | Lillian Englander |                                          |
| 1977 | Roseland                              | Paulina           | "L'enrenou"                              |
| 1980 | Ara és la meva                        | Rita              |                                          |
| 1982 | A little sex                          | Mrs. Harrison     |                                          |
| 1987 | Feliç any nou                         | Sunny Felix       |                                          |
| 1988 | The Lasser Man                        | Ruth Weiss        |                                          |
| 1989 | La seva coartada                      | Audrey            |                                          |
| 1997 | Jungle 2 Jungle                       | Mrs. Prelot       |                                          |
| 1997 | The Peacemaker                        | Senador Bevens    |                                          |
| 1998 | The Object of My Affect               | Madame Reynolds   |                                          |
| 1998 | Les aventures de Sebastian Cole       | Àvia Cole         |                                          |
| 2003 | Germà ós                              | Tanana            | veu                                      |
| 2004 | Les sortides de Koda                  | Tanana (veu)      | Vídeo curt (sense acreditar)             |
| 2006 | L'última petició                      | Alícia Rodolf     |                                          |
| 2009 | La vida privada de Pippa Lee          | Pianista          |                                          |
| 2011 | L'amor és com la vida, però més llarg | Monja vella       | Curtmetratge (paper final de pel·lícula) |